# Hunting H.126
Die Hunting H.126 war ein britisches Experimentalflugzeug mit dem das Konzept angeblasener Klappen untersucht werden sollte. Es wurde nur ein Flugzeug gebaut, das während etwa hundert Testflügen bei der Aerodynamik-Flugtestabteilung des Royal Aircraft Establishment in Bedford geflogen wurde. Es wurde dann für die Tests im Windkanal der NASA in die Vereinigten Staaten überführt und gelangte danach in das RAF-Museum Cosford.

## Konstruktion und Entwicklung
Die H.126 wurde aufgrund der Spezifikation ER.189D des Luftfahrtministeriums zur Untersuchung des „Jet-Klappe-Prinzips“ entwickelt. Das Prinzip der Strahlklappe hatte das National Gas Turbine Establishment vorgeschlagen und im Jahr 1952 patentiert. Dies wurde danach durch die NGTE und das Royal Aircraft Establishment untersucht.
Das Flugzeug wurde lediglich für Testzwecke bei geringen Geschwindigkeiten entwickelt, sodass auf ein Einziehfahrwerk verzichtet werden konnte. Die Schulterdecker-Flügel hatten eine Reihe von Streben, die nicht Teil der Struktur waren, sondern Druckluftleitungen für die angeblasenen Klappen. Die hinteren Steuerflächen bestanden aus einem kleinen dreieckigen T-Leitwerk, ähnlich dem der Gloster Javelin. Der Rumpf war einfach aufgebaut, ähnlich der BAC Jet Provost, aber mit einem kleineren Cockpit für einen Piloten. Der Lufteinlass für das einzelne Bristol-Siddeley-Orpheus-Triebwerk befand sich im Bug.
Das Strahlklappensystem bestand aus einer Reihe von sechzehn Düsen entlang der Hinterkante der beiden Tragflächen, die von etwa der Hälfte der heißen Abgasen des Triebwerks gespeist wurden. Etwa zehn Prozent der Motorabgase gelangten zu kleinen Düsen an den Flügelspitzen, um Schub für die Rollsteuerung bei geringer Fluggeschwindigkeit zu schaffen. Ein ähnliches System wurde später bei der Hawker Siddeley Harrier eingesetzt.
Hunting erhielt 1959 den Auftrag zum Bau von zwei Flugzeugen. Das erste mit der RAF-Seriennummer XN714 flog am 26. März 1963. Es war gelb lackiert mit einem mattschwarzen Blendschutzbereich am Bug vor dem Cockpit. Die Fertigstellung des zweiten Flugzeugs XN719 wurde Mitte 1962 abgebrochen. Zwischen 1963 und dem 9. November 1967 flog die XN714 140 Stunden bei 318 Flügen. Ab April 1969 wurde das Flugzeug von der NASA getestet, im Mai 1970 zurückgeführt und bis 1972 in Bedford eingelagert. Seit 1974 ist es im RAF-Museum Cosford ausgestellt.

## Technische Daten

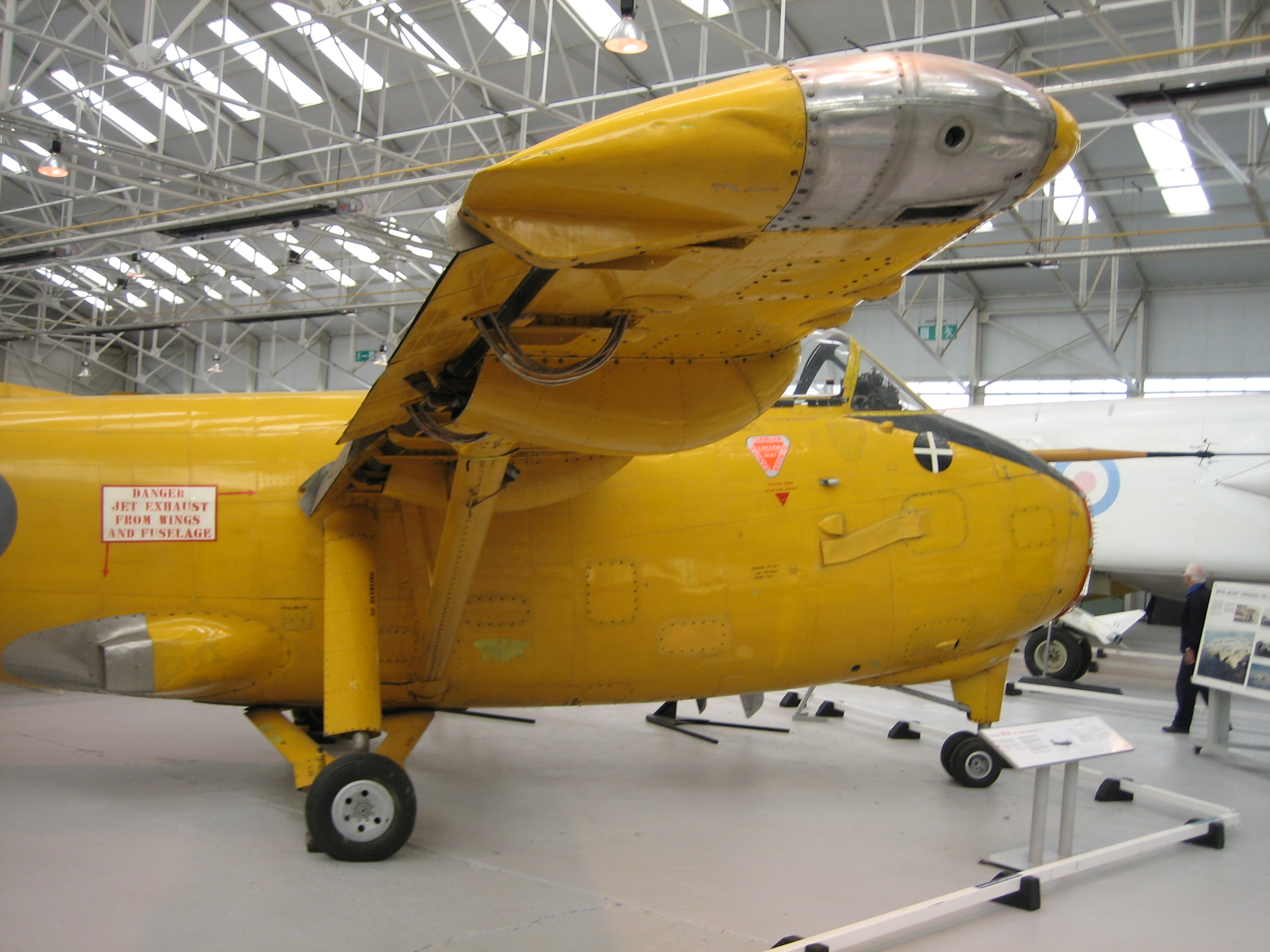
Die angeblasenen Tragflächenklappen der H.126

| Kenngröße              | Daten                                                                                  |
| ---------------------- | -------------------------------------------------------------------------------------- |
| Besatzung              | 1                                                                                      |
| Passagiere             |                                                                                        |
| Länge                  | 15,29 m (50 ft 2 in)                                                                   |
| Spannweite             | 13,82 m (45 ft 4 in)                                                                   |
| Höhe                   | 4,72 m (15 ft 6 in)                                                                    |
| Flügelfläche           | 20,5 m² (221 ft²)                                                                      |
| Flügelstreckung        | 9,3                                                                                    |
| Flügelprofil           | NACA 4424                                                                              |
| Leermasse              | 3.738 kg (8.240 lb)                                                                    |
| max. Startmasse        | 4.872 kg (10.740 lb)                                                                   |
| Mindestgeschwindigkeit | 51 km/h (32 mph)                                                                       |
| Höchstgeschwindigkeit  |                                                                                        |
| Dienstgipfelhöhe       |                                                                                        |
| Reichweite             |                                                                                        |
| Triebwerke             | 1 × Turbojet Bristol-Siddeley Orpheus (BOr.3) Mk.805 mit 17,83 kN (4.000 lbf) Leistung |